# Gandhinagar (Maharashtra)
Gandhinagar è una suddivisione dell'India, classificata come census town, di 12.371 abitanti, situata nel distretto di Kolhapur, nello stato federato del Maharashtra. In base al numero di abitanti la città rientra nella classe IV (da 10.000 a 19.999 persone).

## Geografia fisica
La città è situata a 16° 42' 33 N e 74° 16' 56 E.

## Società

### Evoluzione demografica
Al censimento del 2001 la popolazione di Gandhinagar assommava a 12.371 persone, delle quali 6.442 maschi e 5.929 femmine. I bambini di età inferiore o uguale ai sei anni assommavano a 1.480, dei quali 835 maschi e 645 femmine. Infine, coloro che erano in grado di saper almeno leggere e scrivere erano 9.858, dei quali 5.383 maschi e 4.475 femmine.